# پاتریک وایت
پاتریک ویکتور مارتیندال وایت(به انگلیسی: Patrick Victor Martindale White) ‏(۲۸ مه ۱۹۱۲ – ۳۰ سپتامبر ۱۹۹۰) نویسنده اهل کشور استرالیا و برنده جایزه نوبل ادبیات سال ۱۹۷۳ است.

## رمان
- درهٔ شادی (۱۹۳۹)
- زنده‌ها و مرده‌ها (۱۹۴۱)
- داستان عمه (۱۹۴۸)
- درخت انسان (۱۹۵۵)
- داس (۱۹۵۷)
- ارابه سواران (۱۹۶۱)
- چشم توفان (۱۹۷۳)

## فیلم‌نامه
- ترک‌های شیشه (۱۹۷۸)

## نمایشنامه
- زمانی در سارساپاریلا

## مجموعه داستان کوتاه
- سوخته‌ها (۱۹۶۴)
- طوطی‌ها (۱۹۷۴)